# 교보문고

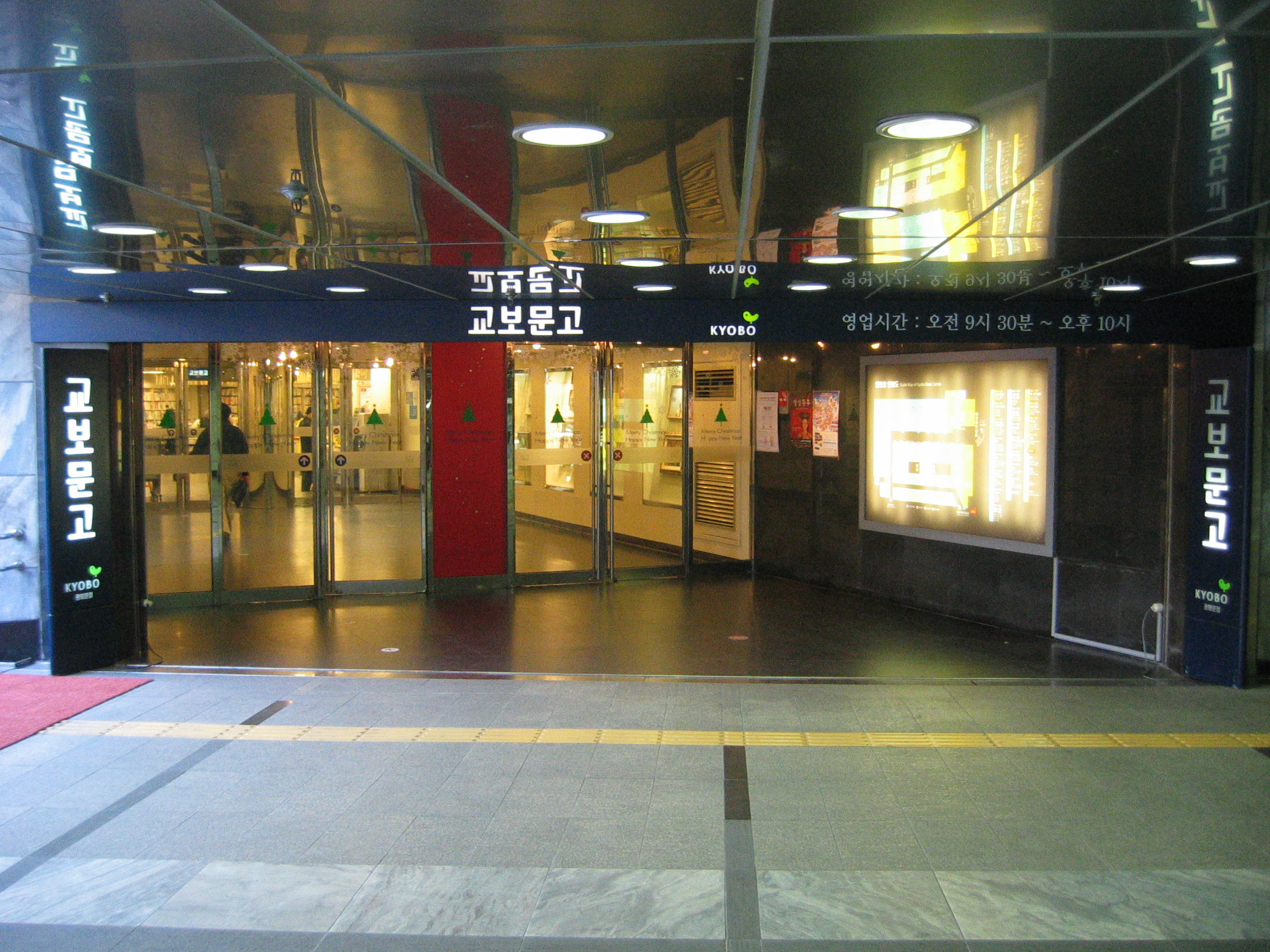
교보문고 광화문점의 옛 입구. 현재는 내부 개조 공사로 바뀌었다.

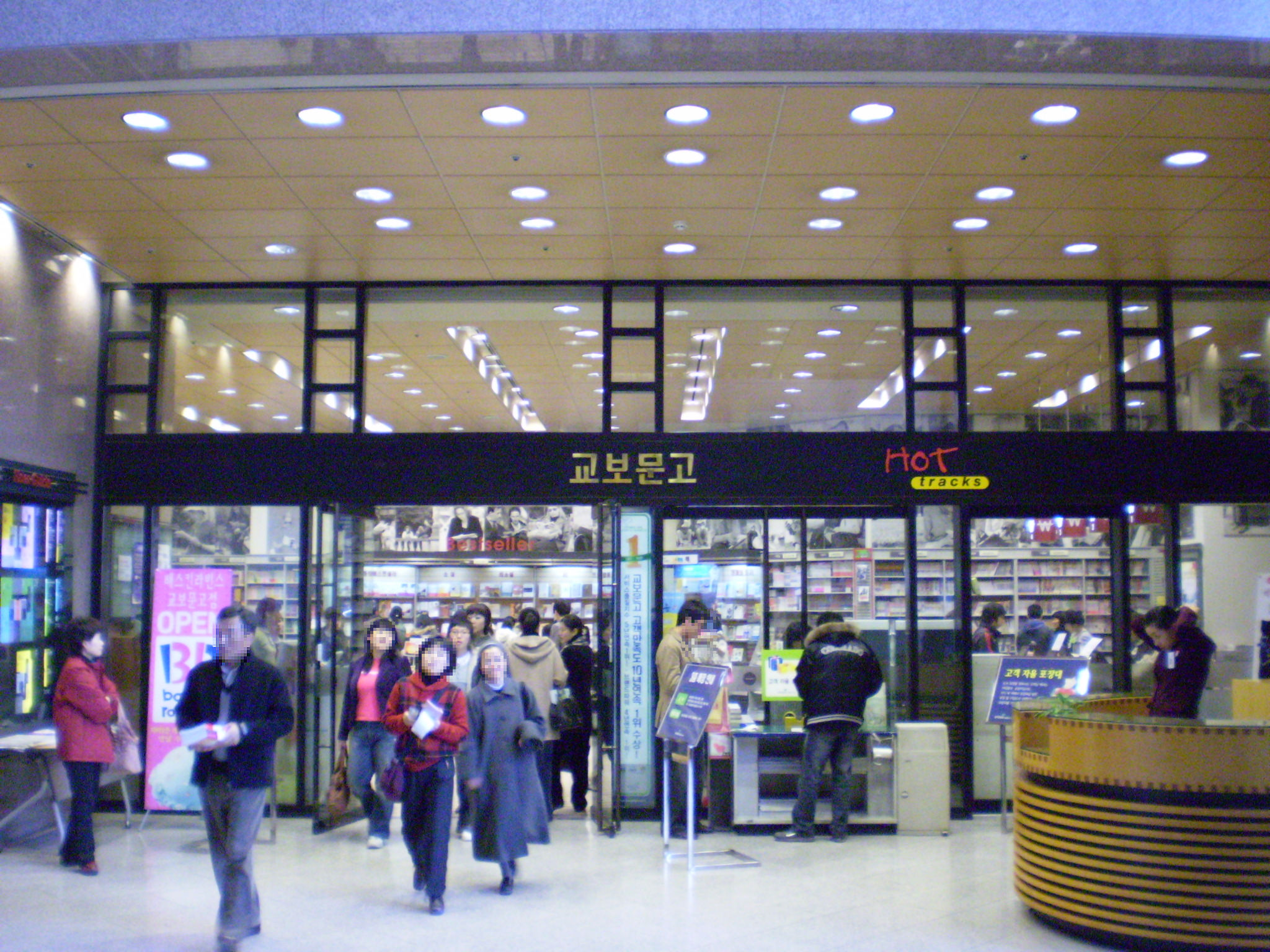
교보문고 대구점의 입구

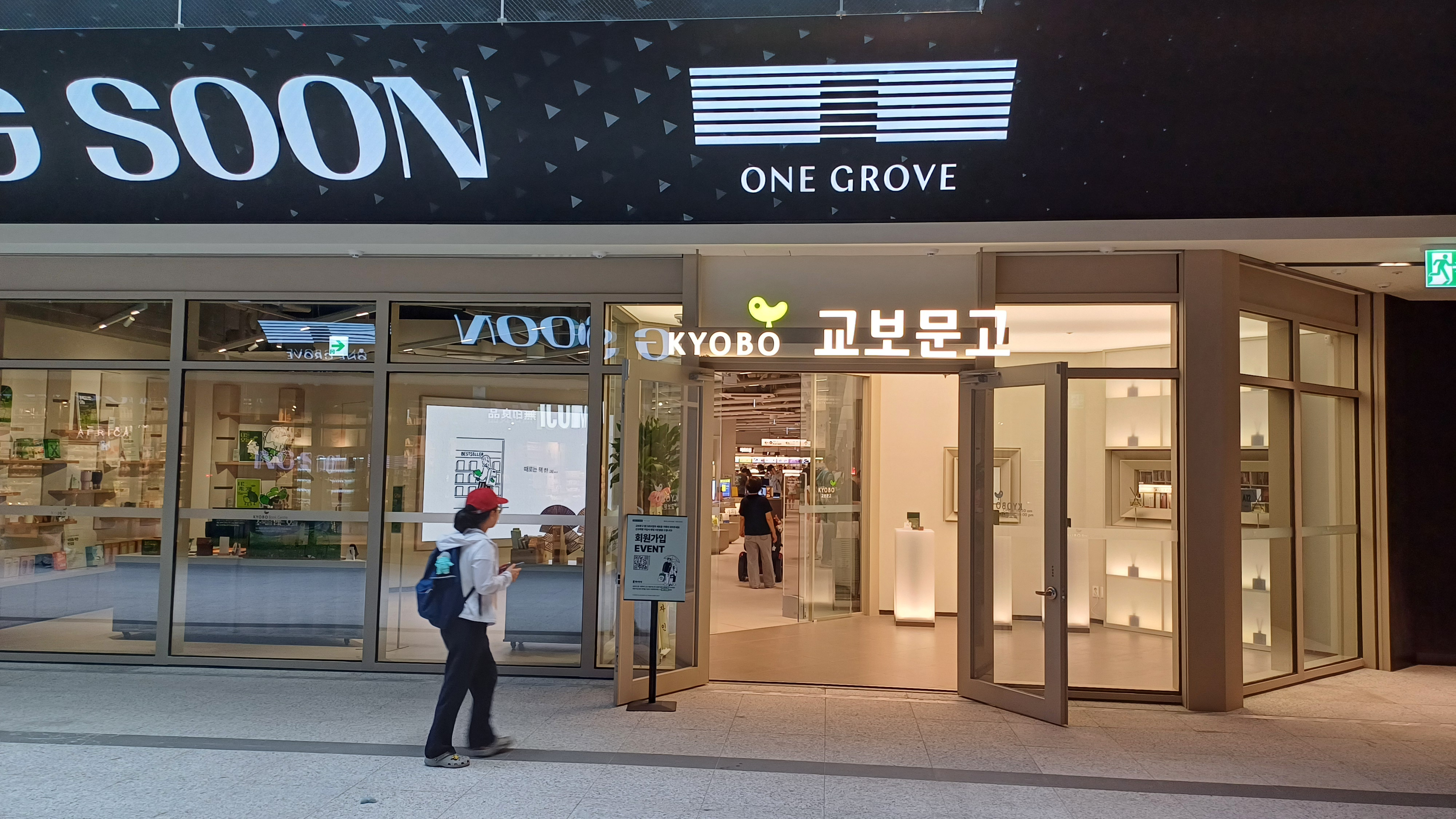
교보문고 원그로브점의 입구

교보문고(敎保文庫, 영어: Kyobo Book Centre)는 대한민국의 출판사 및 서점이다. 본사는 파주출판도시에, 본점은 서울특별시 종로구 교보생명빌딩에 있다. 교보생명그룹 계열이며 1980년 12월 24일에 교보문고를 설립하였다. 본점은 서울특별시 종로구 종로 1 교보생명빌딩 지하1층에 있는 광화문점이다. 2019년 1월을 기준으로 한국에 42개의 매장과 인터넷 서점인 인터넷 교보문고를 운영하고 있다. 2000년에는 서울 강남구 삼성동 코엑스몰에 서울문고의 반디앤루니스 코엑스점이 문을 열면서 교보문고를 제치고 국내 최대 규모 서점이 이루어졌으나, 2003년 서초구 서초4동 교보타워사거리(신논현역)에 강남점을 열면서 다시 교보문고는 대한민국에서 가장 큰 규모의 서점이 되었다.
2009년 5월 26일부터는 인터넷으로 주문을 하고, 1시간 후 매장을 직접 방문해 물건을 수령할 수 있는 '바로드림' 서비스를 시작했다.
바로가기 아이콘 서비스인 바로콘 서비스로 접속하면 주문 때 추가로 포인트가 적립된다.
2010년 2월 27일에는 키자니아 서울 내에 '서점' 체험관을 개장하였다.
2015년 11월 17일에는 교보문고 광화문점에 5만년 된 대형 카우리소나무로 제작한 독서 테이블을 설치했다. 이 테이블은 동시에 약 100여명의 시민들이 함께 사용할 만큼의 크기를 가진다.

## 표어 및 사훈
"사람은 책을 만들고, 책은 사람을 만든다."라는 표어를 사용하고 있다. 교보생명의 창립자인 대산 신용호 회장이 교보문고를 개장했을 때 국민들의 독서장려를 위해서 지어진 표어로, 교보문고 매장에서도 보인다.

## 지점

### 현재 지점
| 지역           | 점포 수 (41개점) | 영업점                                                | 개점일        | 위치                                                                                  |
| -------------- | ---------------- | ----------------------------------------------------- | ------------- | ------------------------------------------------------------------------------------- |
| 서울특별시     | 16개             | 광화문점                                              | 1981. 6. 1    | 서울특별시 종로구 종로 1 (종로1가)                                                    |
| 서울특별시     | 16개             | 강남점                                                | 2003. 5. 3.   | 서울특별시 서초구 강남대로 465, 지하1,2층 (교보타워,서초동)                           |
| 서울특별시     | 16개             | 잠실점                                                | 2006. 2. 22.  | 서울특별시 송파구 올림픽로 269, 지하1층 (신천동, 롯데캐슬골드)                        |
| 서울특별시     | 16개             | 목동점                                                | 2007. 7. 6.   | 서울특별시 양천구 목동서로 159-1 CBS B/D 지하1층 (목동)                               |
| 서울특별시     | 16개             | 영등포점                                              | 2009. 9. 16.  | 서울특별시 영등포구 영중로 15 타임스퀘어 멀티플렉스 2층 (영등포동4가)                 |
| 서울특별시     | 16개             | 수유 바로드림센터                                     | 2015. 6. 26   | 서울특별시 강북구 도봉로 348, 교보생명빌딩 B1 (번동)                                  |
| 서울특별시     | 16개             | 동대문 바로드림센터                                   | 2016. 3. 9.   | 서울특별시 중구 장충단로13길 20, 지하1층 (을지로6가, 현대시티타워)                    |
| 서울특별시     | 16개             | 은평 바로드림센터                                     | 2016. 12. 1   | 서울특별시 은평구 통일로 1050, 롯데몰 은평점 3층 (진관동)                             |
| 서울특별시     | 16개             | 서울대점 (교내서점)                                   | 2007. 12. 28  | 서울특별시 관악구 관악로 1 서울대학교 학생회관 구내서점 (신림동)                      |
| 서울특별시     | 16개             | 이화여대점 (교내서점)                                 | 2008. 2. 21.  | 서울특별시 서대문구 이화여대길 52 이화여자대학교 ECC센터 지하4층 (대현동)             |
| 서울특별시     | 16개             | 숙명여대점 (교내서점) 보관됨 2014-02-22 - 웨이백 머신 | 2010. 8. 27.  | 서울특별시 용산구 청파로47길 100 숙명여자대학교 학생회관 1층 (청파동2가)              |
| 서울특별시     | 16개             | 청량리 바로드림센터                                   | 2017. 4. 12.  | 서울특별시 동대문구 왕산로 214 (롯데백화점 지하 1층) (전농동)                         |
| 서울특별시     | 16개             | 합정점                                                | 2017. 4. 21.  | 서울특별시 마포구 월드컵로1길 14, A동 지하2층, B동 지하1층 (합정동, 마포한강푸르지오) |
| 서울특별시     | 16개             | 가든파이브 바로드림센터                               | 2017. 5. 26.  | 서울특별시 송파구 충민로 66 가든파이브 라이프 리빙관 현대시티몰 4층 (문정동)          |
| 서울특별시     | 16개             | 천호점                                                | 2019. 2       | 서울특별시 강동구 올림픽로 664 대우한강베네시티 지하 1층 (천호동)                     |
| 서울특별시     | 16개             | 원그로브점                                            | 2025.4.25     | 서울특별시 강서구 공항대로 165 원그로브몰 B동 지하1층 (마곡동)                        |
| 광주광역시     | 1개              | 상무센터점                                            | 2018. 1. 26.  | 광주광역시 서구 상무중앙로 58, 광주 타임스퀘어 3F (치평동)                            |
| 부산광역시     | 5개              | 부산점                                                | 2002. 5. 1.   | 부산광역시 부산진구 중앙대로 658 교보생명빌딩 지하1층 (부전동)                        |
| 부산광역시     | 5개              | 센텀위브리드샵점 보관됨 2019-01-13 - 웨이백 머신      | 2018. 4. 16.  | 부산광역시 해운대구 센텀중앙로 79, 센텀사이언스파크 1층 (우동)                        |
| 부산광역시     | 5개              | 경성대ㆍ부경대센터점                                  | 2017. 6. 22.  | 부산광역시 남구 수영로 324, 지하 2층                                                  |
| 부산광역시     | 5개              | 센텀시티점                                            | 2016. 10. 28. | 부산광역시 해운대구 센텀남대로 59 롯데백화점 센텀시티점 7층 (우동)                    |
| 부산광역시     | 5개              | 해운대 바로드림센터                                   | 2016. 4. 30.  | 부산광역시 해운대구 해운대로 799 부산해운대시티코아 지하1층 (좌동)                    |
| 대구광역시     | 3개              | 대구점                                                | 2000. 9. 30.  | 대구광역시 중구 국채보상로 586 교보타워 지하1층~지상3층 (동성로2가)                   |
| 대구광역시     | 3개              | 반월당 바로드림센터 보관됨 2016-10-28 - 웨이백 머신   | 2016. 10. 27. | 대구광역시 중구 달구벌대로 2077 현대백화점 대구점 지하2층 (계산동2가)                 |
| 대구광역시     | 3개              | 칠곡 센터                                             | 2017. 1. 25.  | 대구광역시 북구 동암로 104 LG전자베스트샵 칠곡점 3층 (동천동)                         |
| 인천광역시     | 2개              | 인천점                                                | 2004. 7. 16.  | 인천광역시 남동구 예술로 138 이토타워 지하1층 (구월동)                                |
| 인천광역시     | 2개              | 송도 바로드림센터                                     | 2016. 4. 29.  | 인천광역시 연수구 송도국제대로 123 현대프리미엄아울렛 지하1층 (송도동)                |
| 대전광역시     | 1개              | 대전점                                                | 2016. 7. 8.   | 대전광역시 서구 대덕대로 226, 명동프라자 3층 (둔산동)                                 |
| 울산광역시     | 1개              | 울산점                                                | 2016. 3. 25.  | 울산광역시 남구 화합로 185 업스퀘어 지하1층 (삼산동)                                  |
| 세종특별자치시 | 1개              | 세종 바로드림센터                                     | 2017. 3. 30.  | 세종특별자치시 갈매로 363, 파이낸스센터 1층 (어진동)                                  |
| 경기도         | 7개              | 부천점                                                | 2001. 12. 22. | 경기도 부천시 소사구 부천로 1 부천역사 7층 (심곡본동)                                 |
| 경기도         | 7개              | 일산점                                                | 2016. 5. 3.   | 경기도 고양시 일산동구 중앙로 1036 고양종합터미널 지하1층 (백석동)                    |
| 경기도         | 7개              | 판교 바로드림센터                                     | 2015. 8. 21.  | 경기도 성남시 분당구 판교역로146번길 20, 지하2층 (백현동, 현대백화점)                 |
| 경기도         | 7개              | 평촌점                                                | 2017. 6. 9.   | 경기도 안양시 동안구 시민대로 180 롯데백화점 평촌점 6층 (호계동)                      |
| 경기도         | 7개              | 가천대점 (교내서점) 보관됨 2012-09-10 - 웨이백 머신   | 2010. 8. 23.  | 경기도 성남시 수정구 성남대로 1342 가천대학교 비전타워 B3F (복정동)                   |
| 경기도         | 7개              | 성균관대점 (교내서점) 보관됨 2014-10-06 - 웨이백 머신 | 2013. 2. 18.  | 경기도 수원시 장안구 서부로 2066 성균관대 자연과학캠퍼스 복지회관 2층 (천천동)        |
| 경기도         | 7개              | 분당점                                                | 2017. 10. 27. | 경기도 성남시 분당구 황새울로312번길 26, B1 (서현동)                                  |
| 경기도         | 7개              | 광교점                                                | 2018. 8. 23.  | 경기도 수원시 영통구 광교중앙로 145, 엘포트몰지하1층 (이의동)                         |
| 충청남도       | 1개              | 천안점                                                | 2007. 12. 7.  | 충청남도 천안시 동남구 만남로 43 (신세계백화점 충청점 3층) (신부동)                   |
| 전라북도       | 2개              | 전주 바로드림센터                                     | 2015. 10. 30. | 전라북도 전주시 완산구 전주객사4길 24-47, NC웨이브 B관 지하1층 (고사동)               |
| 전라북도       | 2개              | 전북대점 (교내서점)                                   | 2009. 8. 26.  | 전라북도 전주시 덕진구 백제대로 567 전북대학교 제1학생회관 1층 (음암동)               |
| 경상북도       | 1개              | 포항공대점 보관됨 2012-03-07 - 웨이백 머신            | 2008. 6. 10.  | 경상북도 포항시 남구 청암로 77 포항공과대학교 학생회관 1층 (지곡동)                   |
| 경상남도       | 1개              | 창원점                                                | 2006. 2. 28.  | 경상남도 창원시 성산구 중앙대로 104 마이우스빌딩 지하1층 (상남동)                     |

### 과거에 존재한 지점
| 영업점                                               | 개점일          | 위치 |
| ---------------------------------------------------- | --------------- | --- |
| 대전점                                               | 1994년 4월      | 대전광역시 중구 중앙로 69(선화동) 교보생명 빌딩 지하 2007년 10월 15일 영업 중단 (공간 협소,천안으로 이전함). 2016년 7월 8일 둔산동에 재개점. |
| 부산대점 (교내서점) 보관됨 2014-10-15 - 웨이백 머신  | 2007년 7월 13일 | 부산광역시 금정구 부산대학로63번길 2 부산대학교 교수회관 1층 구내서점                                                                        |
| 성남점 보관됨 2009-01-22 - 웨이백 머신               | 1994년 12월 3일 | 경기도 성남시 수정구 수정로 150(신흥동) 교보생명빌딩 2012년 3월 19일 영업 종료. 분당점, 가천대점(교내서점)과 통합                            |
| 전주점                                               | 2006년 6월 9일  | 전라북도 전주시 완산구 전주객사5길 35 엔데피아B/D 1층 2012년 3월 19일 영업 종료. 2015년 10월 30일 재개점.                                    |
| 센텀시티점 보관됨 2010-01-05 - 웨이백 머신           | 2009년 3월 3일  | 부산광역시 해운대구 센텀남대로 35 신세계 센텀시티점 5층 - 롯데백화점 센텀시티점 7층으로 이전함                                               |
| 가톨릭대점(교내서점) 보관됨 2014-02-17 - 웨이백 머신 | 2009년 8월 28일 | 경기도 부천시 지봉로 43 가톨릭대학교 김수환 추기경 국제관 1층 2016년 12월 12일 영업 종료 부천점으로 통합                                     |
| 안양점 보관됨 2009-01-22 - 웨이백 머신               | 2005년 5월 4일  | 경기도 안양시 만안구 안양로 311 CGV1번가 5,6층 2017년 4월 30일 폐점 - 롯데백화점 평촌점 6층으로 이전함                                       |
| 광교 월드스퀘어센터                                  | 2016년 9월 28일 | 경기도 수원시 영통구 센트럴타운로 107 광교 월드스퀘어 B1층 (이의동) 2024년 3월 11일 폐점                                                     |
| 신도림 디큐브시티점                                  | 2015년 1월 16일 | 서울특별시 구로구 경인로 662 현대백화점 지하1층 2025년 6월 30일 폐점                                                                         |

## 같이 보기
- 대한민국의 베스트셀러 목록

## 멤버스
자체적인 멤버스카드가 있지만 다른포인트카드까지 중복적립 서비스를 한다. 다만 H포인트는 중복적립이 되지 않는다.